# باغ عدن

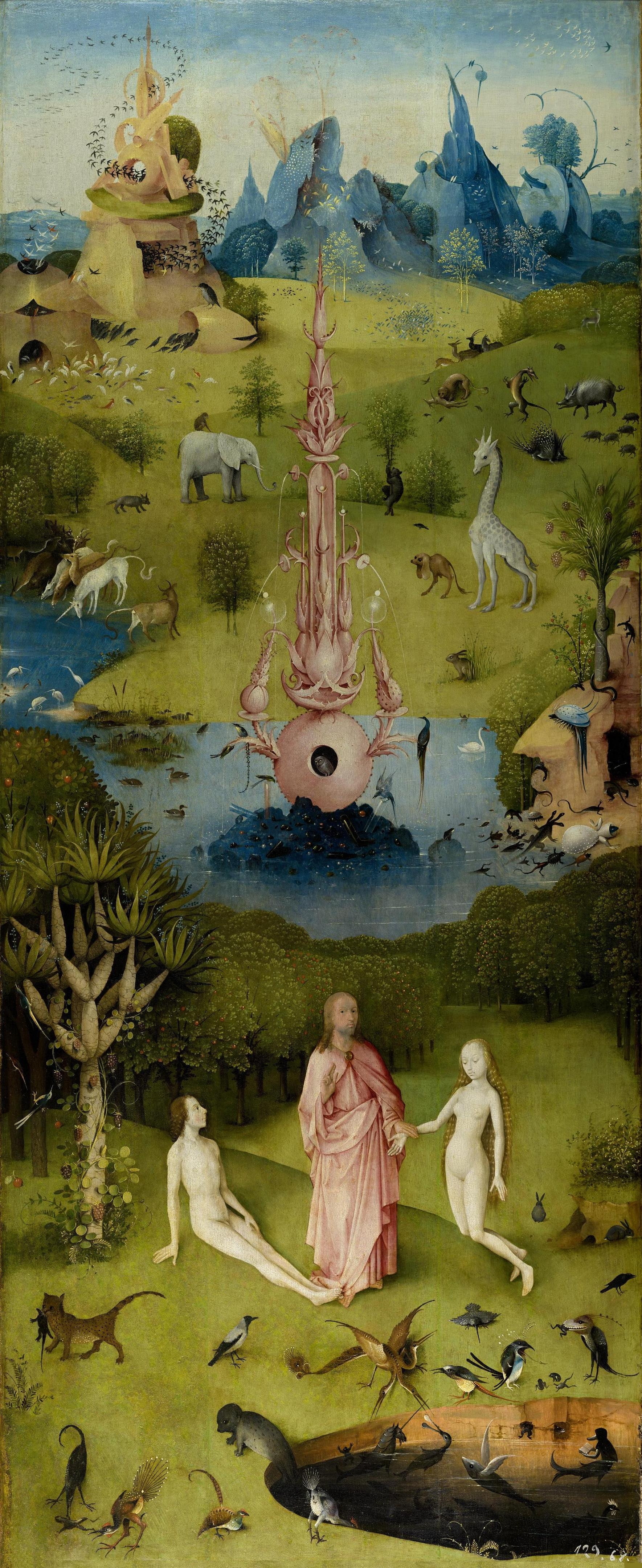
بخشی از اثر باغ لذت‌های دنیوی از هیرونیموس بوش

باغ عَدْن یا بهشت زمینی (به عبری: גַּן עֵדֶן) طبق شرحی که در باب دوم سفر پیدایش از کتب مقدس یهودیان و مسیحیان، در عهد عتیق آمده، باغی است که با تمامی درختان خوش‌منظر توسط خدا در عدن به طرف شرق غرس می‌شود و نخستین انسان یعنی آدم پس از آفرینش، در آن قرار می‌گیرد تا کار آن را بکند و از آن مراقبت نماید. طبق داستان خلقت موقعیت آن نسبت به رودی چهار شعبه (فیشون، جیحون، حدَّقَل، فرات) که از عدن برای آبیاری باغ خارج شده‌است، ترسیم می‌شود.
به باغ عدن که درخت ممنوعه (درخت معرفت نیک‌وبد) در آن قرار دارد، در نقاط دیگری از متون مقدس همچون کتاب حزقیال نیز اشاره شده است.

## موقعیت

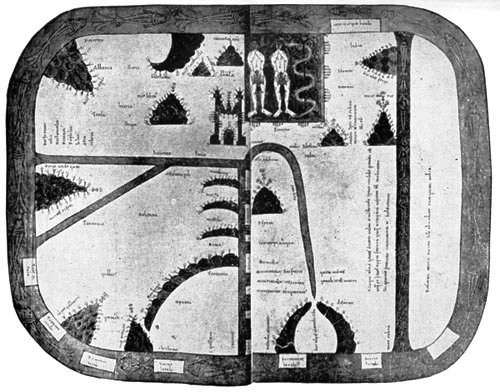
نقشه اسپانیایی-عربی از سال ۱۱۰۹ پس از میلاد. باغ عدن در شرق مشخص است (در بالا)

محل دقیق باغ عدن موضوع جدل و اندیشه در میان متفکران دینی است. بین کسانی که به واقعی بودن آن معتقدند، نظریه‌های گوناگون موقعیت آن را مکان‌هایی مانند سرچشمه‌های دجله و فرات در جنوب بین النهرین، آفریقا یا راس خلیج فارس حدس می‌زنند. برخی نیز آن را یک استعاره دانسته‌اند.

### در بابل و سومر
برپایه افسانه‌های اساطیر سومریان، باغ عدن در موازات دیلمون بوده‌است. مکانی جاودانه که مرگ و بیماری در آن راهی ندارد.

### لبنان
از حزقیال ۱۳ به نظر می‌رسد باغ عدن در لبنان باشد. در اسطوره‌های فینیقی به نظر می‌رسد لبنان جایگزین باغ عدن است و ارتباط میان بهشت، باغ عدن و جنگل‌های لبنان (که احتمالاً به صورت نمادین استفاده می‌شود) در نوشته‌های پیشگویانه وجود دارد. ادوارد لیپینسکی و پیتر کایل پیشنهاد می‌دهند که باغ درختان (بهشت سومری) که قدیمی‌ترین نسخه اشاره به باغ عدن در سومری است، به محدوده کوهستان‌های درون و بیرون لبنان ارتباط دارد.

### دیگر فرضیه‌ها

#### جکسون کانتی، میسوری
اعضای کلیسای عیسی مسیح از واپسین روز دوم (همچنین به عنوان مورمون‌ها یا واپسین روز دوم شناخته می‌شود)، باور دارند باغ عدن در جکسون کانتی، میسوری واقع شده‌است.

#### تبریز
در یکی از این نظریه‌ها، دیوید رول ادعا کرده‌است که سرزمین عدن، در جلگه‌ای وسیع در شمال کوه آتشفشانی سهند و در نزدیکی تبریز قرار داشته‌است. رول به مناطق و مکان‌هایی استناد کرده‌است که به باور او نام آن‌ها با توصیفات کتاب مقدس، همخوانی دارد.
این تطابق‌ها شامل موارد زیرند:
- سرچشمه‌های چهار رودخانه دجله، فرات، ارس و قزل اوزن که در نزدیکی باغ عدن قرار دارند.
- محدوده کوه کوشه داغ (سرزمین کوش)
- نوقدی بالا و پایین (سرزمین نود)[۸]

اریک کلاین استاد باستان‌شناسی و تاریخ باستان در دانشگاه جرج واشینگتن دربارهٔ فرضیه رول می‌گوید:فرضیه وی پایه علمی ندارد. فرضیه وی بر پایه گمانه زنی با توجه به انتقال جای نام‌ها برای رودخانه‌های گوناگون و مناطق نزدیک آن از دوره باستان به دوران کنونی است. احتمال فرضیه وی بیشتر از دیگر فرضیه‌ها نیست و احتمالش کمتر از فرضیه‌های اسپیسر، زارین و ساور است.